# Kuzicus uvarovi
Kuzicus uvarovi är en insektsart som beskrevs av Andrej Vasiljevitj Gorochov 1993. Kuzicus uvarovi ingår i släktet Kuzicus och familjen vårtbitare. Inga underarter finns listade i Catalogue of Life.